# MDGrape-3
MDGrape-3 — суперкомпьютер предназначенный для решения задач молекулярной динамики, а именно моделирования сворачивания белков. На момент ввода в работу обладал рекордной теоретической производительностью в 1000 триллионов операций в секунду.

## История
MDGrape-3 был разработан в японском исследовательском институте RIKEN (Йокогама) при технической поддержке SGI Japan и японского подразделения компании Intel.
MDGrape-3 был впервые официально представлен 24 июня 2006.

## Устройство
В основе MDGrape-3 лежат процессоры MDGrape-3, изготовленные фирмой Hitachi, обеспечивающие производительность 230 Гфлопс каждый. Один вычислительный модуль содержит 24 таких процессора, а вся система состоит из 201 модуля.
Работу главного вычислительного ядра обеспечивают две группы серверов на основе процессоров Intel: кластер из 64 параллельных серверов с двухъядерными процессорами (всего 256 процессорных ядер) Intel Xeon (Dempsey), и еще один кластер из 37 серверов (74 одноядерных процессора Xeon 3,2 ГГц). Сборку всех этих компьютеров в единую массивно-параллельную систему осуществила компания SGI Japan.

## Интересные факты
На момент ввода в работу MDGrape-3 по производительности почти втрое превосходил «самый быстрый компьютер планеты», американский IBM BlueGene/L, находящийся в Ливерморской лаборатории им. Лоуренса. Однако из-за того, что MDGrape-3 не является компьютером общего назначения, измерение его производительности с помощью теста Linpack (решение больших систем линейных уравнений) затруднено. А так как на основе Linpack продолжают ранжировать системы всемирного суперкомпьютерного рейтинга Top500, то она в этом рейтинге не участвует.